# Reginald Gardiner
Reginald Gardiner, född 27 februari 1903 i London, död 7 juli 1980 i Westwood, Los Angeles, Kalifornien, var en brittisk skådespelare.

## Biografi
Reginald Gardiner hade en examen ifrån Royal Academy of Dramatic Art. Han började sitt arbete vid teatrarna i West End i London och han var även populär på radion, där han främst gjorde roliga tåg- och biljud. Hans genombrott inom filmen kom 1926 i Alfred Hitchcocks stumfilm The Lodger. Han flyttade snart till Hollywood och fick ett flertal filmroller, oftast i rollen som en brittisk butler. En av hans mest kända roller är som Schultz i Charlie Chaplins Diktatorn.
Gardiner blev också känd för en berömd monolog på brittisk radio, Trains. Den imponerade på George VI till den grad att Gardiner bjöds in till Buckingham Palace för ett specialframträdande.

## Filmografi
- 1926 – The Lodger: A Story of the London Fog
- 1931 – The Perfect Lady
- 1933 – Leave It to Smith
- 1936 – Mitt liv är en dans
- 1937 – En flicka i knipa
- 1938 – Marie Antoinette
- 1938 – Kärleksduetten
- 1938 – En modern askunge
- 1938 – Hela världen sjunger
- 1939 – Vi fara till Sahara
- 1939 – Cirkusnatten
- 1940 – Diktatorn
- 1940 – Dulcy
- 1940 – Man tror vi är gifta
- 1941 – Natt över öknen
- 1941 – En yankee flyger till London
- 1941 – Min frus frestelser
- 1942 – Han som kom till middag
- 1942 – Stormfåglar
- 1943 – Den odödliga sergeanten
- 1943 – En fästman för mycket
- 1943 – Claudia
- 1945 – The Horn Blows at Midnight
- 1945 – Molly and Me
- 1945 – Dolly Sisters
- 1945 – Under falsk flagg
- 1946 – Husan som inte visste sin plats
- 1946 – Älskar du mej?
- 1946 – One More Tomorrow
- 1947 – Vem kysser dej nu?
- 1948 – Damen i hermelin
- 1948 – Hämnarna slår till
- 1948 – Jag älskar dig, usling!
- 1950 – Fröjdernas gata
- 1951 – Montezuma
- 1951 – Ta fast bruden
- 1952 – Androcles och lejonet
- 1954 – Svarta änkan
- 1956 – Det surrar, det surrar
- 1961 – Kärlekens bakgata
- 1962 – Herr Hobbs tar semester
- 1965 – Får ej störas
- 1965 – Sergeant Dead Head